# Bathildis van Schaumburg-Lippe (1903-1983)
Bathildis van Schaumburg-Lippe (Wels, 11 november 1903 - Pfaffstätt, 29 juni 1983) was een prinses uit het Huis Schaumburg-Lippe. 
Zij was het jongste kind en de enige dochter van Albrecht van Schaumburg-Lippe en Elsa van Württemberg. Zij was via haar moeder een verre aanverwant van het Nederlands koningshuis. Zij werd genoemd naar haar tante Bathildis van Schaumburg-Lippe, die overigens door haar huwelijk met de jongere broer van koningin Emma eveneens gelieerd was aan de Nederlandse koninklijke familie. 
Zelf trouwde ze met een verre achterneef, Walraad van Schaumburg-Lippe, vierde zoon van vorst George van Schaumburg-Lippe en Maria Anne van Saksen-Altenburg. Het paar kreeg de volgende kinderen:
- George Willem (1926-1945)
- Filips Ernst (1928-2003)
- Constantijn (1930)
- Victoria Louise van Schaumburg-Lippe (1940)